# Orthofix
Die Orthofix-Gruppe ist ein weltweit agierendes US-amerikanisches Medizintechnik-Unternehmen mit Firmensitz in Lewisville, Texas. Das Unternehmen vertreibt Medizinprodukte für die Wirbelsäule, Orthopädie und Sportmedizin. 

## Geschichte
Orthofix wurde 1980 von Giovanni De Bastiani gegründet. In Verona, wo sich der internationale Hauptsitz befindet, gründete De Bastiani zusammen mit einer Gruppe von Chirurgen und einem Wirtschaftsingenieur das Unternehmen in seiner Garage. Orthofix ist seit 1992 an der NASDAQ gelistet. Die deutsche Niederlassung eröffnete 2001 und hat ihren Sitz in Ottobrunn bei München. International sind rund 1.600 Mitarbeiter für Orthofix tätig. Der Umsatz lag 2023 bei 746,64 Mio. US-Dollar.
2018 übernahm Orthofix das Unternehmen Spinal Kinetics. Im Januar 2023 fusionierte Orthofix mit dem Unternehmen SeaSpine.
2024 wurde Massimo Calafiore zum Präsidenten und CEO ernannt. Im September 2023 entließ die Orthofix-Gruppe ihren CEO, CFO und CLO, nachdem eine Untersuchung ergeben hatte, dass sie gegen mehrere Verhaltenskodexanforderungen verstoßen hatten.

## Produkte
Orthofix vertreibt Medizinprodukte für die Wirbelsäule, Orthopädie und Sportmedizin. Zu den Produkten zählen Biologika, Wirbelsäulen-Hardware, Knochenwachstumstherapien, spezialisierte orthopädische Lösungen und chirurgischen Navigationssysteme.